# Cornus quinquenervis
Cornus quinquenervis là một loài thực vật có hoa trong họ Cornaceae. Loài này được Franch. miêu tả khoa học đầu tiên năm 1896.